# ラヴリン

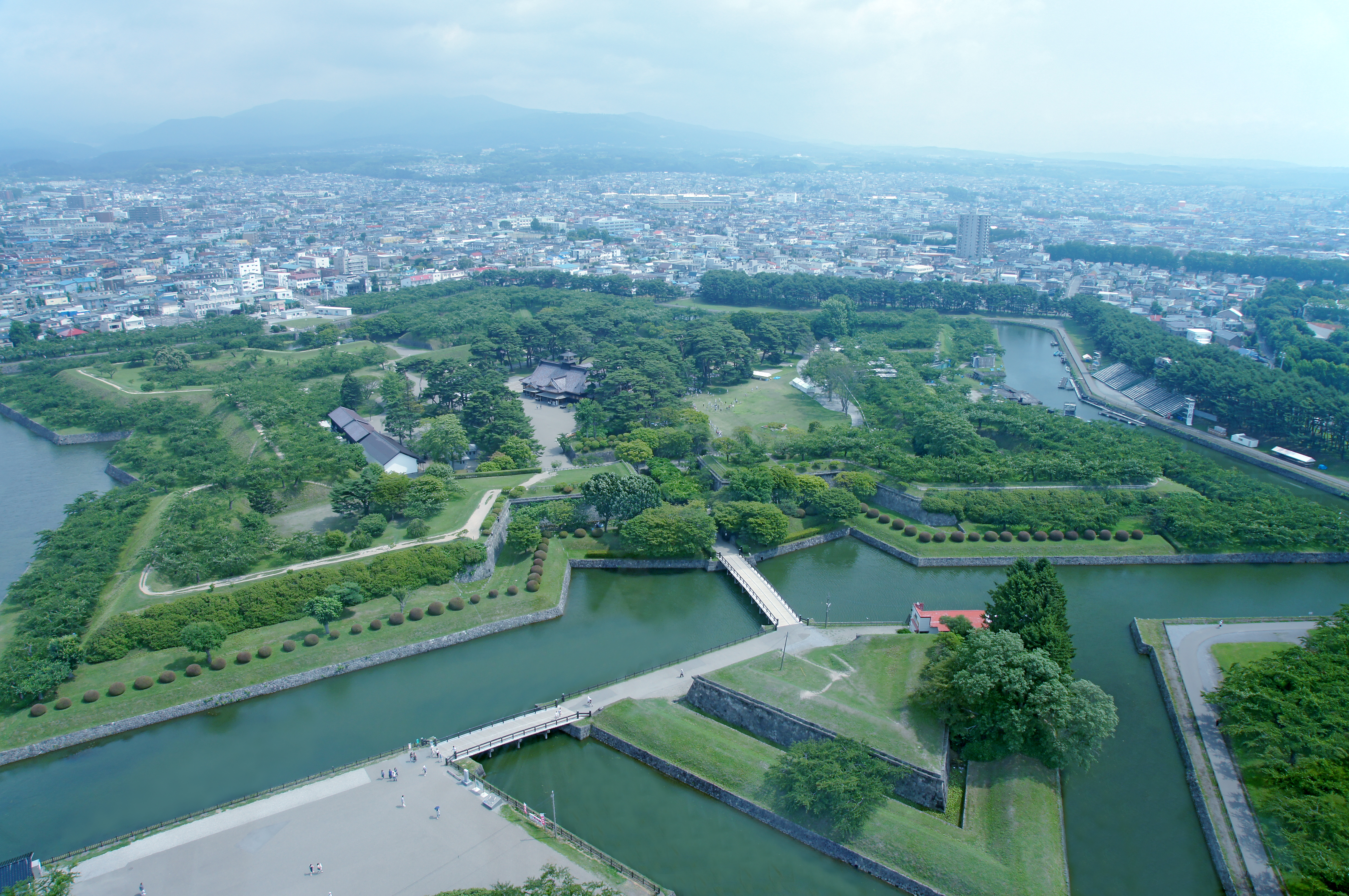
手前の赤い屋根の建物が建つ3角状の島がラヴリン。五稜郭。

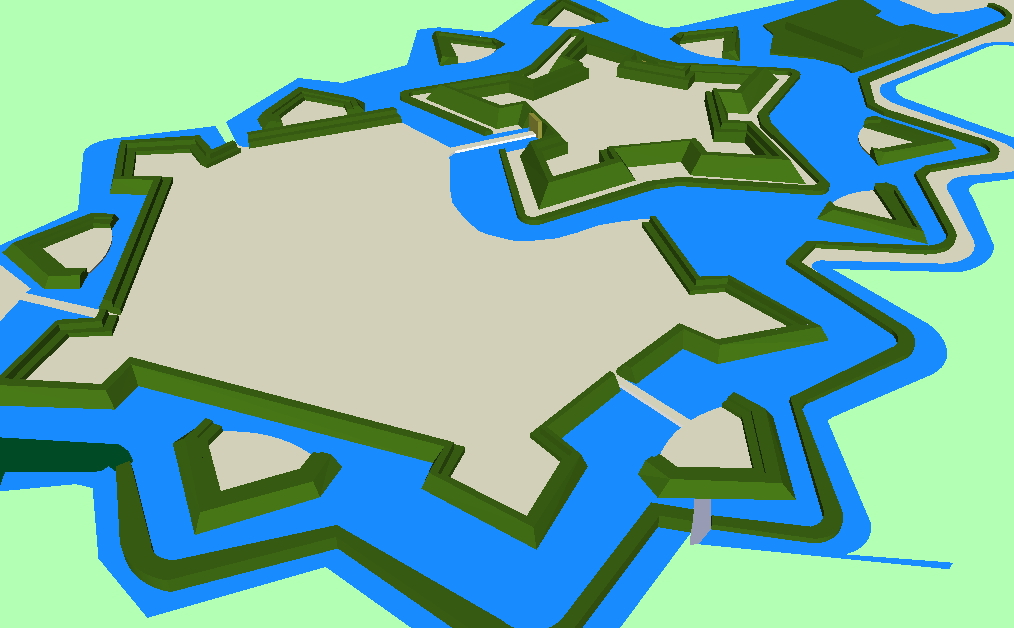
シモン・ステヴィンによって設計されたメールスの要塞, ここではラヴリンは3角形（状）の島として示されている。外側に面してのみ壁（深緑色で示す）を設け、内側に壁はない

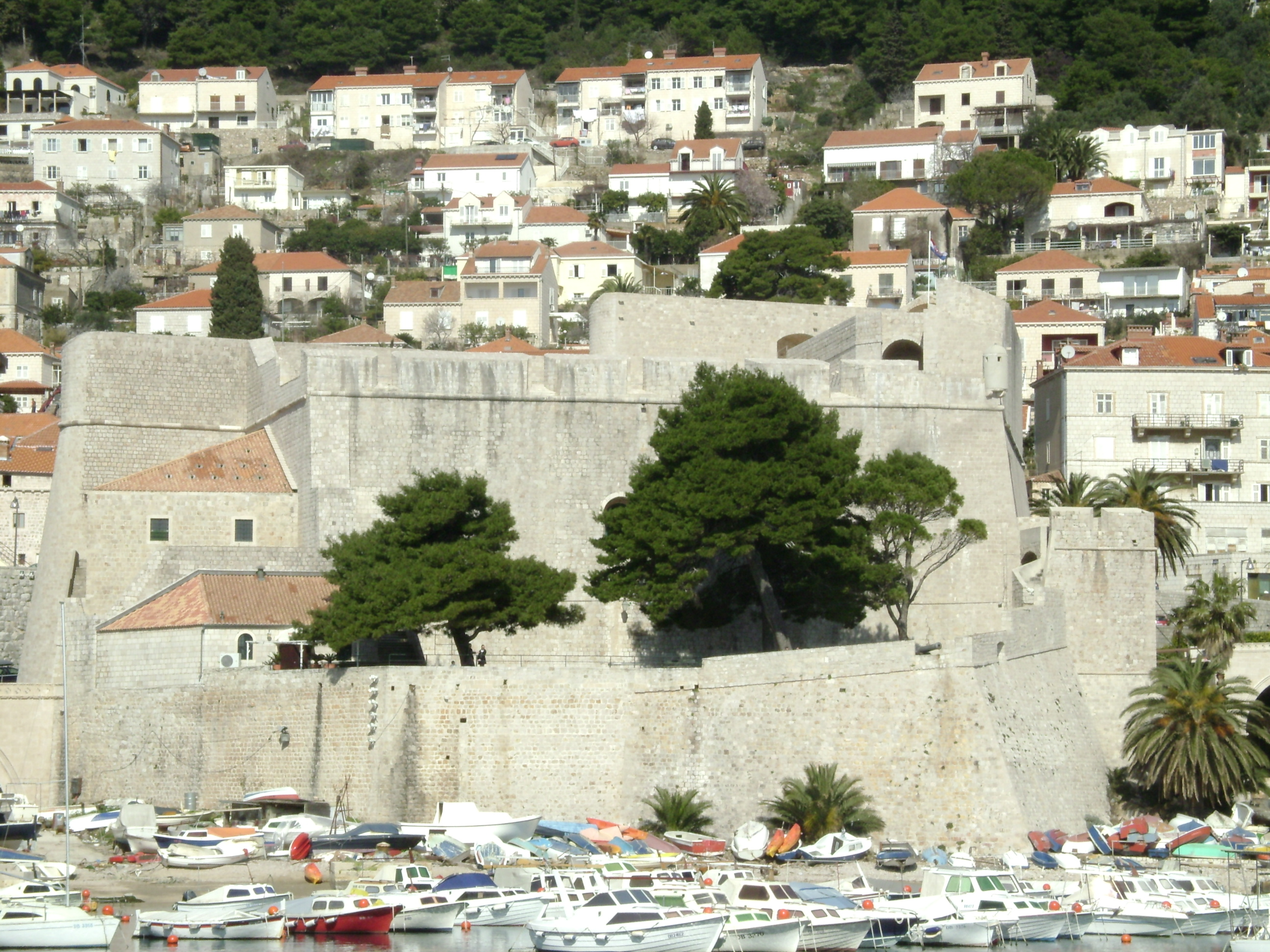
16世紀のドゥブロブニクの城壁のラヴリン。クロアチア

ラヴリン（英: ravelin）は、分離されたアウトワークで、カーテンウォールの前、主たる堀より外側に建設され、凸角をなす2正面から構成される。別名はデミルーン（demi-lune: 半月）でフランスで使われる。元々のルネット (要塞)(lunette)から発達したことを示唆した名称である。
三角堡（さんかくほ）、または半月堡（はんげつほ）と訳される。

## 軍事的機能
ラヴリンの外側の辺は敵の攻撃力を分断するように形成され、ラヴリン内の火砲はカーテンウォールに接近して来る攻撃軍を砲撃可能である。また、攻囲側が火砲を用いてカーテンウォールを打破するのを阻止する役割を担う。本塁（主たる要塞）に面したラヴリンの側面は最適な低い壁を持ち、したがって、攻撃を受けて制圧され（または防衛側が放棄し）ても攻撃軍のための避難所（または攻撃拠点）になる事は無い。しばしばラヴリンはカーテンウォール側に兵員の移動と火砲の搬入を容易にするための傾斜路（あるいは階段）をもつ。

## 小史
ラヴリンの最初の例は1497年イタリアの町サルザーナのサルザネッロ要塞(イタリア語: Fortezza di Sarzanello)で出現した。最初のラヴリンは煉瓦造だったが、後の16世紀を通じてオランダでは砲弾の衝撃を吸収するのに適した土造（おそらく石か煉瓦で覆った）であった。イタリア起源の要塞システム（星型要塞）の一部としてラヴリンは「イタリア式築城術（trace Italienne: トラセ・イタリアンヌ）」という用語を生じさせた。17世紀フランスの軍事工学者（軍人でもある）ヴォーバンはラヴリンを大いに活用した。それはルイ14世のための要塞設計において成されたものであり、彼の着想は1761年になってもジブラルタル要塞でウイリアム・グリーン少佐によって、いまだに用いられていた。

## 語源
オックスフォード辞典によれば16世紀後半、フランス語 ravelin を借入フランス語はイタリア語 ravellino (現在は死語)に由来、でravellinoは語源不詳としている。。
メリアム＝ウェブスター辞典では ravellino は rivellino が変化した形で、rivellino は riva の指小形でラテン語 ripa (堤、土手)に由来するとあるので原義は「小さな堤」であった可能性がある。何れにせよ語源的にもイタリア起源である。